# Mörschbrücke
Die Mörschbrücke ist eine Straßenbrücke im Berliner Bezirk Charlottenburg-Wilmersdorf. Ein Brückenteil überquert den Westhafenkanal unmittelbar vor seiner Mündung in die Spree. Ein zweites Bauteil führt über die nördlich verlaufende Uferstraße, die eine Verlängerung des Goerdelerdamms darstellt. Über die Brücke führt der Tegeler Weg. In der Nähe befinden sich der Jakob-Kaiser-Platz, der Bahnhof Berlin-Jungfernheide und der Schlossgarten Charlottenburg. Die Brücke ist benannt nach dem Bauingenieur Emil Mörsch, einem Pionier des Stahlbetonbaus.

## Erste Kanalbrücke
Mit dem Bau einer Brücke an der Stelle, an der sich heute die Mörschbrücke befindet, wurde bereits 1938 begonnen. Das Projekt trug den Namen Jungfernbrücke. Mit Ausbruch des Zweiten Weltkriegs wurde der Bau eingestellt. Zu diesem Zeitpunkt waren Fundamente, Wände und Widerlager errichtet. 1952 begannen die Arbeiten erneut, und im Oktober 1953 wurde die Brücke eröffnet. Weil der geplante Name schon zu einer anderen Berliner Spreebrücke gehörte, bekam das neue Bauwerk nunmehr den Namen Mörschbrücke. Ein teilweiser Umbau erfolgte 1976/77.

## Neubau
Planung
Im Rahmen des Projektes 17 der Verkehrsprojekte Deutsche Einheit wurde der Westhafenkanal für die Wasserstraßenklasse Vb ausgebaut. Damit sollte auch größeren Containerschiffen der Europa-Klasse die Durchfahrt möglich werden. Weder Durchfahrtshöhe noch Durchfahrtsbreite der alten Brücke genügten diesem Standard – weshalb Abriss und Neubau des über dem Kanal befindlichen Brückenteils notwendig waren. Die Kosten wurden mit rund 10 Millionen Euro veranschlagt. Träger des Bauvorhabens war das Wasserstraßen-Neubauamt Berlin, die Bauleitung lag bei der Senatsverwaltung für Stadtentwicklung, Auftragnehmer war die ARGE Hochtief/Niesky.
Provisorische Leitungsbrücke
Noch vor Beginn der eigentlichen Bauarbeiten musste eine provisorische Leitungsbrücke errichtet werden. Diese diente dazu, während der Bauarbeiten die Gas-, Wasser-, Strom- und Telefonleitungen über den Kanal zu führen. Den Bau dieser Behelfsbrücke führte die Strabag AG aus.
Verkehrsführung während des Baus
Damit auch während des Baus der Verkehr die Brücke weitgehend passieren konnte, wurde für den ersten Bauabschnitt auf der westlichen Hälfte der alten Brücke eine Behelfskonstruktion errichtet. Nach einjähriger Bauzeit begann am 18. Januar 2005 der Verschub der ersten vormontierten Brückenhälfte. Anschließend wurde die verbliebene Hälfte der alten Brücke abgerissen und der zweite Teil der neuen Brücke montiert. Während dieser zweiten Bauphase wurde der Verkehr über die bereits bestehende neue Brückenhälfte geleitet.
Fertigstellung
Die Eröffnung der neuen Mörschbrücke fand am 7. Juni 2006 statt. Eingeweiht wurde sie von Bezirksbürgermeisterin Monika Thiemen, der Berliner Senatorin für Stadtentwicklung Ingeborg Junge-Reyer und dem Präsidenten der Wasser- und Schifffahrtsdirektion Ost, Achim Pohlmann. Die neue Mörschbrücke ist eine Stabbogenbrücke, die als Besonderheit, abweichend von der statisch optimalen Standardlösung mit zwei Bögen, aufgrund ihrer großen Breite drei parallele Bögen aufweist. Sie hat, getrennt durch einen Mittelstreifen, in beide Richtungen je drei Fahrstreifen, einen Fahrrad- und einen Gehweg.
Weitere Entwicklung
Am 18. April 2018 ereignete sich ein Brandanschlag auf Versorgungsleitungen unter der Brücke, bei dem auch die Teile der Brücke sowie der Fahrbahn beschädigt wurden.